# PBX 100/10 (foguete)
O PBX 100/10, foi o primeiro foguete de sondagem, fabricado na Argentina, resultado de um convênio entre o CITEFA e a Universidad Tecnológica Nacional (UTN). O objetivo desse modelo era: projetar, construir e lançar um foguete de sondagem de dois estágios, capaz de conduzir cargas úteis com instrumentação de pesquisa, além de testar um novo sistema de separação de estágios. A meta, ao final do projeto, era um apogeu de 100 km para uma carga útil de 10 kg. Tudo isso, usando motores já existentes e confiáveis. O primeiro voo ocorreu em 16 de setembro de 2003, a partir do Centro de Experimentación y Lanzamiento de Proyectiles Autopropulsados Chamical (CELPA Chamical).

## Especificações
- Número de estágios: 2
- Massa total: 213 kg
- Altura: 4,13 m
- Diâmetro: 21,85 cm
- Carga útil: 10 kg
- Apogeu: 22 km